# Espuri Tori Balb
Espuri Tori Balb va ser un tribú de la plebs al voltant de l'any 111 aC. Portava el cognomen Balbus, usat per diverses gens.
Va ser un orador popular i va introduir durant l'exercici del seu tribunat, una llei agrària, la Lex Thoria que s'ha conservat en part en tauletes de bronze.